# Ciriaco Rocci
Ciriaco Rocci (Roma, 8 de agosto de 1582 - Roma, 25 de setembro de 1651) foi um cardeal do século XVII

## Biografia
Nasceu em Roma em 8 de agosto de 1582. De uma família originária de Cremona. Filho de Bernardino Rocci, comerciante originário de Cremona, e de sua segunda esposa, Clarice Arrigoni. Ele foi batizado na igreja de San Lorenzo in Damaso, Roma. Seu irmão Antonio tornou-se conservador de Roma em 1629. Sobrinho materno do cardeal Pompeo Arrigoni (1596). Tio do Cardeal Bernardino Rocci (1675).
Iniciou sua educação no Collegio Clementino dos Padres Somascos, Roma, em 1596; mais tarde, estudou direito em Perugia, onde se formou em 24 de abril de 1607 na presença de Napoleone Comitoli, bispo de Perugia. Ele recebeu a primeira tonsura em 9 de junho de 1591 na sacristia da basílica patriarcal de Latrão do cardeal Girolamo Rusticucci..
Abbreviatore del parco maggiore na Chancelaria Apostólica, 2 de abril de 1606. Entrou na prelatura romana em 1609 e foi nomeado relator da Sagrada Congregação de Bom Governo. Referendário dos Tribunais da Assinatura Apostólica da Justiça e da Graça, 1609. Abbreviatore di Parco maggiore, 2 de abril de 1609 até maio de 1624. Vice-legado de Viterbo, 21 de dezembro de 1620-1622. Vice-legado em Ferrara, junho de 1624 a dezembro de 1628. Prelado da SS.CC. do Bom Governo e do Estado Eclesiástico..
Ele recebeu as ordens menores do cardeal Giulio Cesare Sacchetti em Ferrara na quarta-feira, 14 de junho de 1628. As brasas da primavera de 1628 foram, na verdade, 14, 16 e 17 de junho. Talvez ele também tenha sido ordenado subdiácono em 14 de junho, ou mais provavelmente em 14 de junho, ele só recebeu as ordens menores e as ordens maiores (subdiaconato, diaconato e presbiterato) nas seguintes têmporas ou nos três sábados seguintes antes de domingo, 2 de julho..
Eleito arcebispo titular de Patras em 29 de maio de 1628. Nomeado Núncio apostólico na Suíça em 28 de junho de 1628. Em 22 de junho de 1628 tornou-se cidadão de Ferrara. Consagrado, domingo, 2 de julho de 1628, na igreja do Gesù, em Ferrara, pelo cardeal Giulio Cesare Sacchetti, bispo de Fano. Ele deixou Ferrara em meados de julho de 1628 e chegou a Zurique em 19 de agosto seguinte. Núncio junto ao Imperador na Áustria, de 18 de maio de 1630 até 1634..
Criado cardeal e reservado in pectore tacite no consistório de 19 de novembro de 1629; publicado no consistório de 28 de novembro de 1633. Retornou a Roma em 31 de maio de 1635. Recebeu o chapéu vermelho em 5 de julho de 1634; e o título de S. Salvatore em Lauro, 13 de agosto de 1635. Tomou posse do título no domingo, 30 de setembro de 1635. Legado em Ferrara, de 19 de fevereiro de 1637 até 20 de fevereiro de 1640. Participou do conclave de 1644, que eleito Papa Inocêncio X. Camerlengo do Sagrado Colégio dos Cardeais, de 8 de janeiro de 1646 a 7 de janeiro de 1647..
Morreu em Roma em 25 de setembro de 1651, perto das 17 horas, de um derrame, causado por sua grande obesidade, em seu palácio romano. Enterrado na capela de sua família na igreja de S. Maria di Monserrato, Roma, no dia 27 de setembro seguinte..